# Hardivillers-en-Vexin
Hardivillers-en-Vexin ist eine Commune déléguée in der französischen Gemeinde La Corne en Vexin mit 165 Einwohnern (Stand 1. Januar 2022) im Département Oise in der Region Hauts-de-France.
Die Gemeinde Hardivillers-en-Vexin wurde am 1. Januar 2019 mit Énencourt-le-Sec und Boissy-le-Bois zur Commune nouvelle La Corne en Vexin zusammengeschlossen. Sie hat seither den Status einer Commune déléguée. Die Gemeinde Hardivillers-en-Vexin gehörte zum Arrondissement Beauvais und war Teil der Communauté de communes du Vexin Thelle und des Kantons Chaumont-en-Vexin.

## Geographie
Die Commune déléguée liegt rund sieben Kilometer nordnordwestlich von Chaumont-en-Vexin abseits wichtigerer Straßen. Zu ihr gehört der im Nordwesten der Commune déléguée gelegene Weiler Le Fayel Bocage.

## Einwohner
| 1962 | 1968 | 1975 | 1982 | 1990 | 1999 | 2006 | 2011 |
| ---- | ---- | ---- | ---- | ---- | ---- | ---- | ---- |
| 71   | 73   | 54   | 62   | 100  | 129  | 130  | 122  |

## Verwaltung

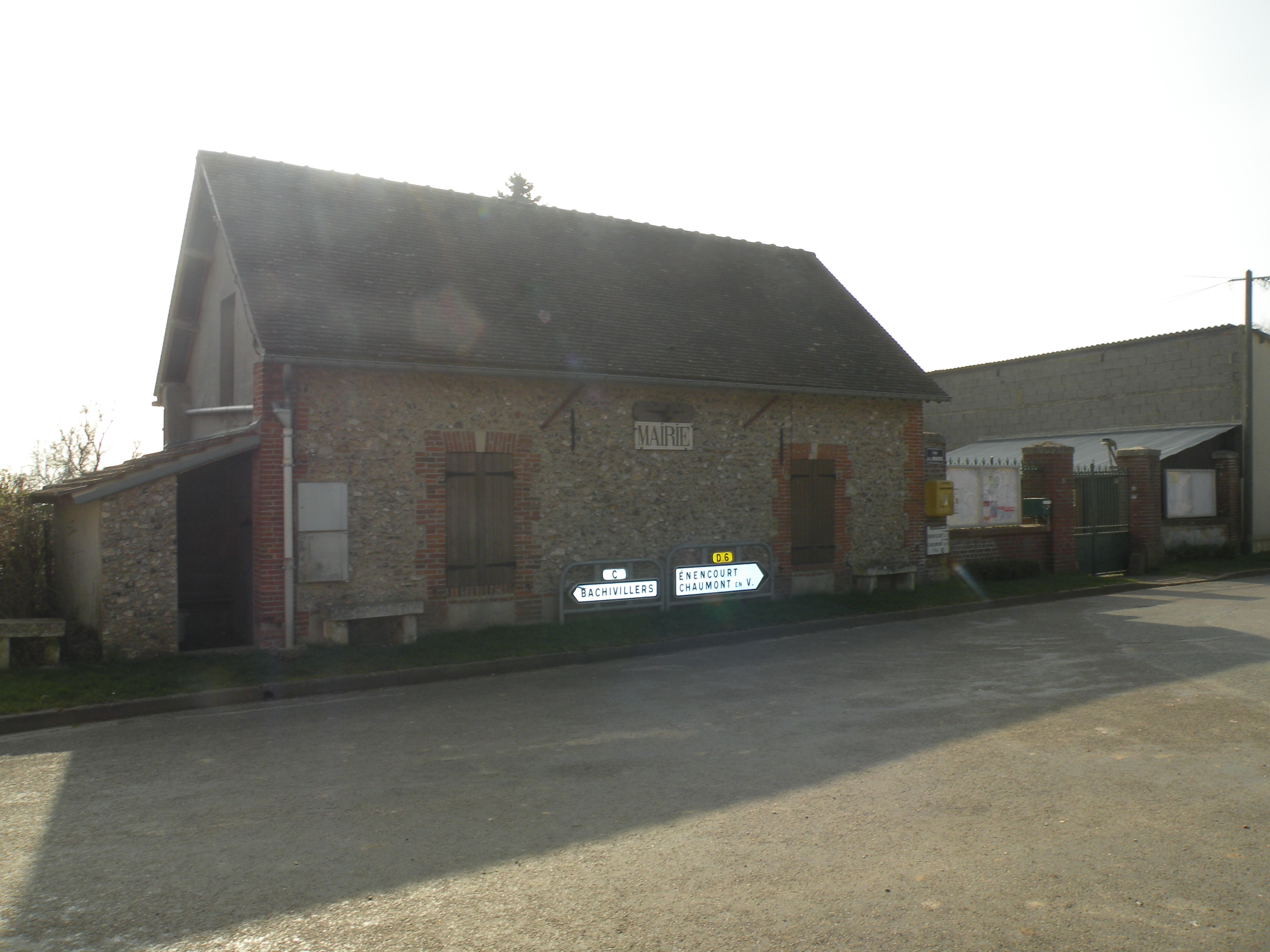
Die Mairie

Bürgermeister (maire) ist seit 2001 Victor Grammatyka.

## Sehenswürdigkeiten

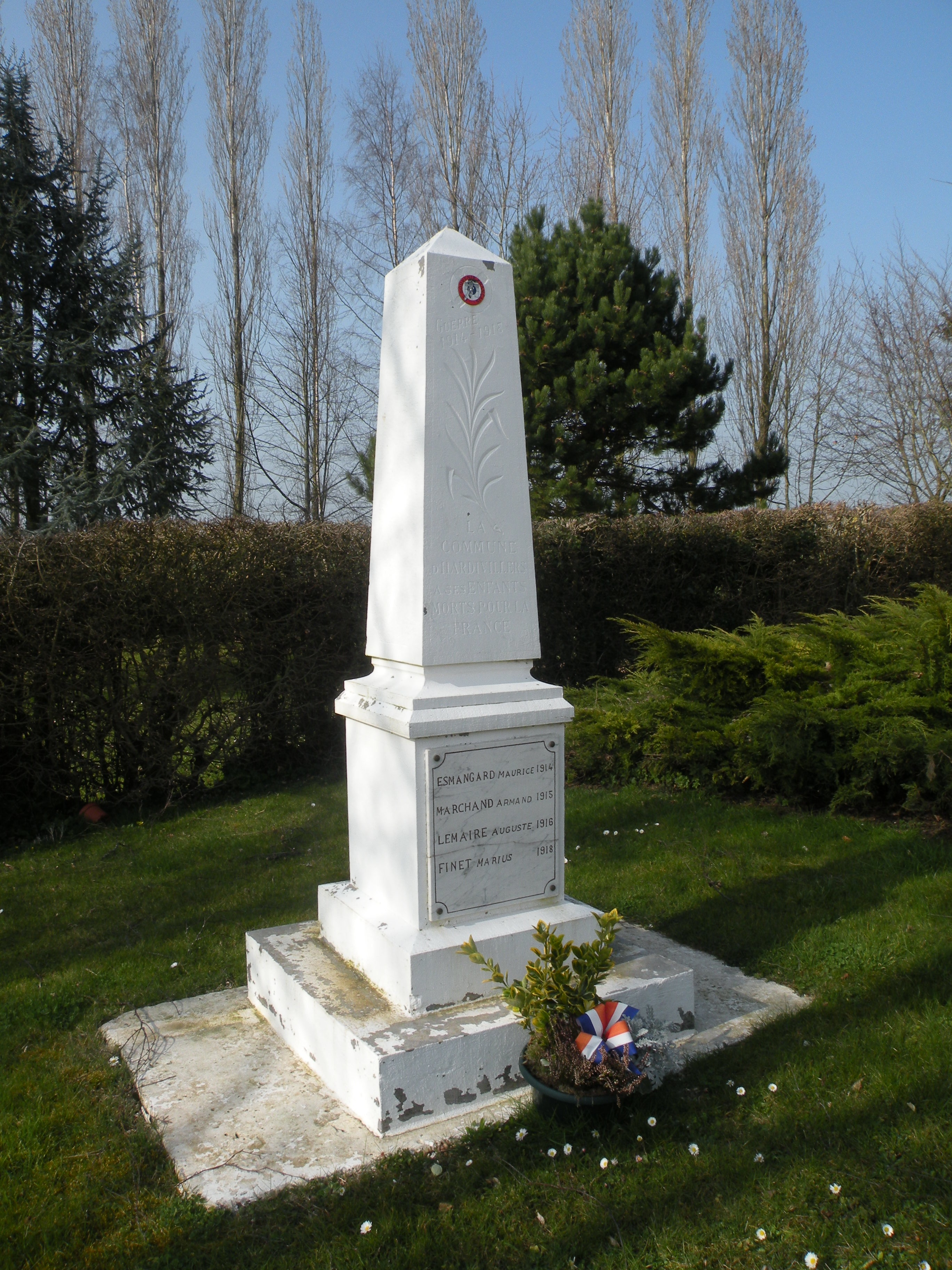
Das Kriegerdenkmal

- Die Kirche Saint-Germain.[1]
- Das Kriegerdenkmal.

## Persönlichkeiten
- Philippe Avron (1928–2010), Schauspieler, hier bestattet.